# یواس‌اس الفین (اس‌پی-۹۶۵)
یواس‌اس الفین (اس‌پی-۹۶۵) (به انگلیسی: USS Elfin (SP-965)) یک کشتی بود که طول آن ۵۰ فوت ۸ اینچ (۱۵٫۴۴ متر) بود. این کشتی در سال ۱۹۱۱ ساخته شد. این کشتی در سال ۱۹۳۶ غرق شد